# Тшинецька культура
Тшинецька культура (Тщинецька-Комарівська культура) — археологічна культура середнього періоду бронзової доби, поширена в середній смузі Польщі (від річки Варти на заході) і в Україні (від Бугу на заході, до Десни на сході і від Прип'яті на півночі до півдня Волині). Назва від села Тшцинця (пол. Trzciniec) біля м. Ополе-Любельське, Люблінського воєводства.
Основні заняття носіїв тшинецької культури:
- скотарство і
- хліборобство, а також
- полювання і
- рибальство.

Житла — землянки і наземні споруди. Пам'ятники поховань: могили з обрядами трупоспалення і трупопокладення; також колективні поховання. Знахідки: численні керамічні вироби (серед іншого посуд з рожевуватою підлискованою поверхнею, здебільшого оздоблений), крем'яні серпи, шкребки, наконечники стріл, вироби з кістки і бронзи. Тщинецька культура існувала з 16 до середини 12 ст. до н. е.
Тшинецьку культуру поділяють на
- західнотщинецьку культуру на території Польщі і
- східнотщинецьку культуру на території України.

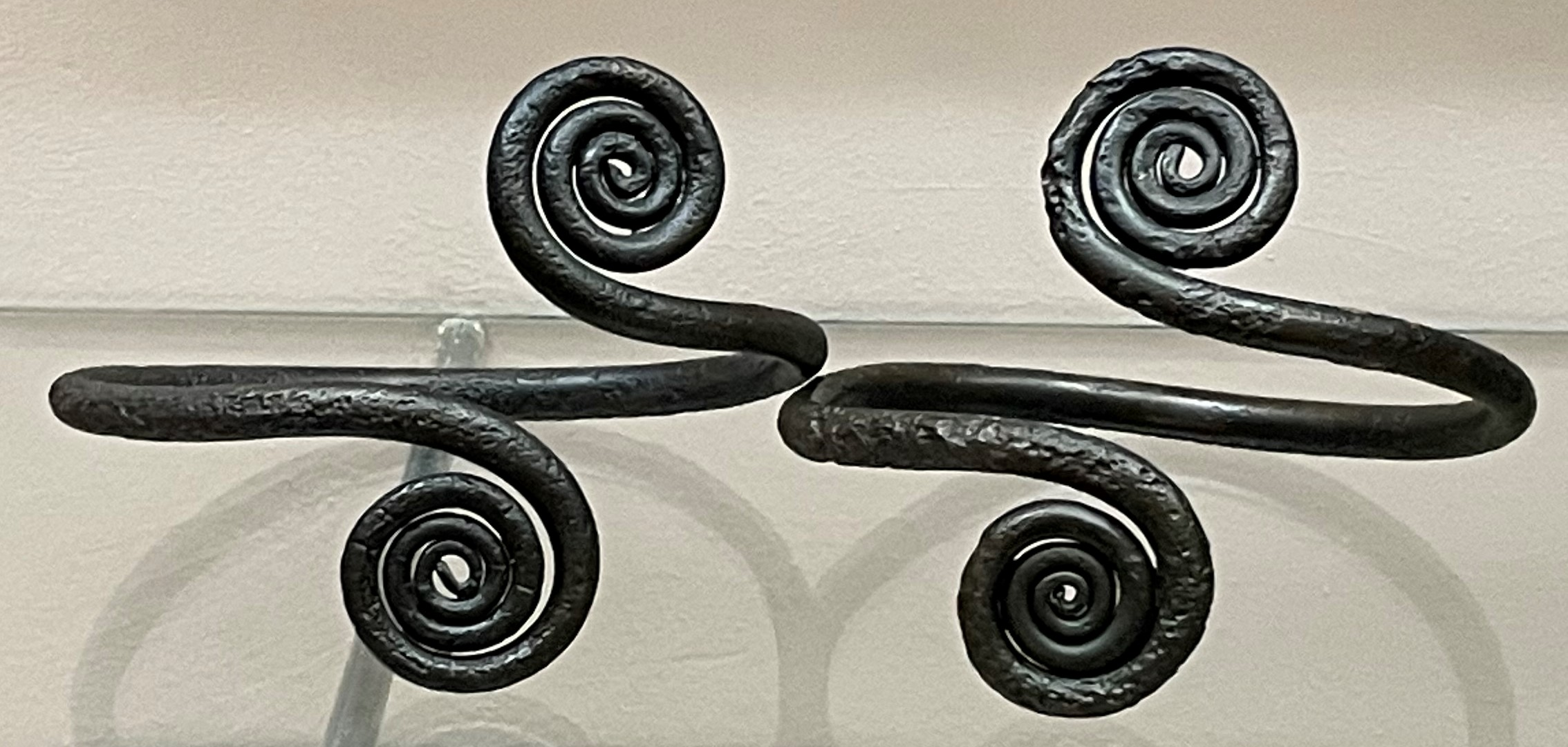
Тшинецькі прикраси (Київський археологічний музей)

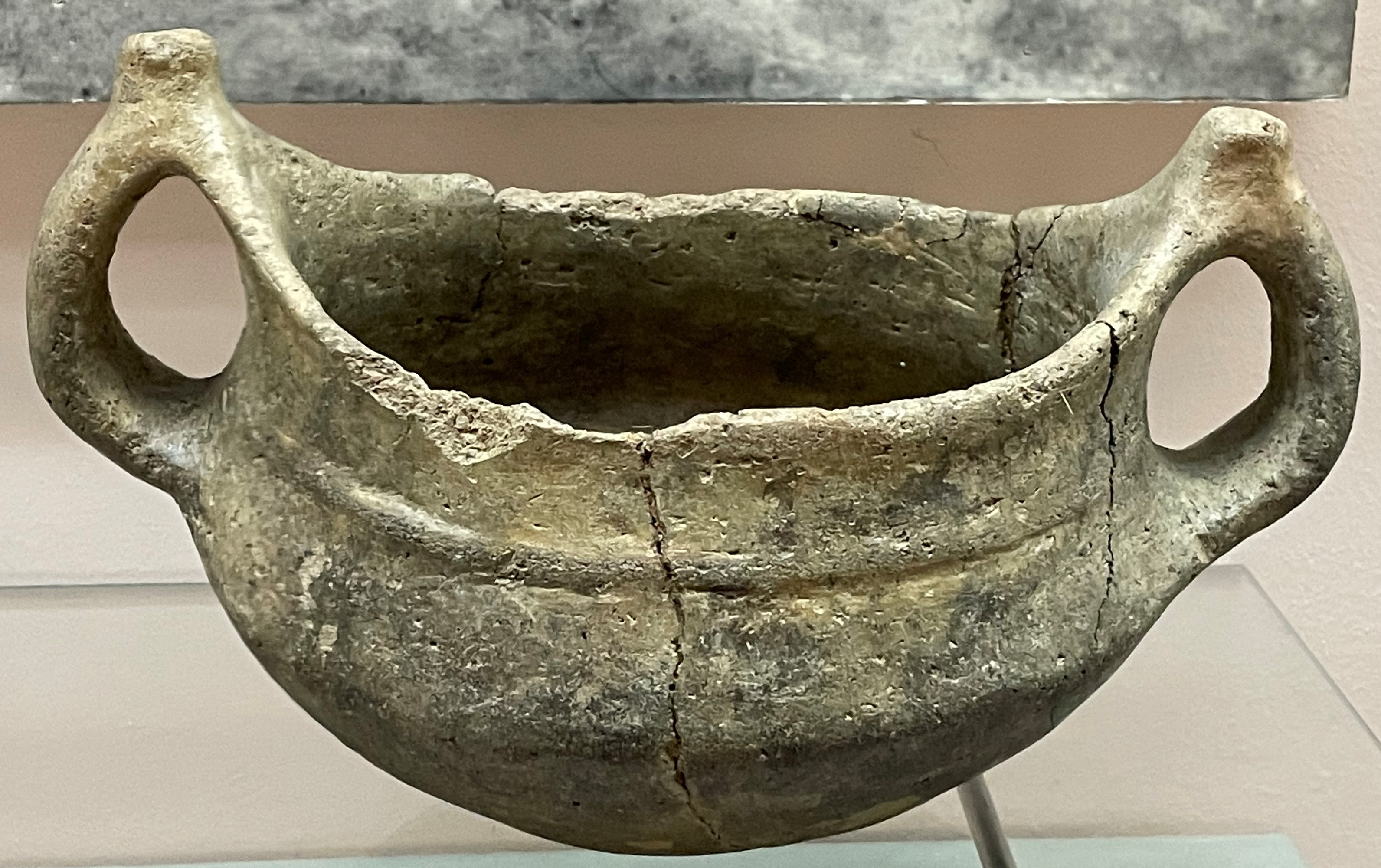
Тшинецький посуд (Київський археологічний музей)

Східнотщинецька культура виділена С. Березанською. Поширена в північній лісовій смузі Правобережної України і на Лівобережжі — в межиріччі Дніпра і Десни. Представлена переважно поселеннями. Виділяють чотири локальні групи: рівненську, прип'ятську, київську та сосницьку. Поселення невеликі (Пустинка), житла заглиблені в землю, покрівля двосхила. Долівка інколи вимощувалась глиняними вальками. Поховання різні: ґрунтові й підкурганні, з обрядом тілопокладання і тілоспалення. Знаряддя праці і предмети побуту представлені ліпним посудом (тюльпаноподібні горщики, черпаки, миски, друшляки), прикрашеним валиками, заглибленими лініями, заштрихованими трикутниками; крем'яними виробами (клиноподібними сокирами, серпами, наконечниками списів і стріл), кам'яними сокирами з отвором, кістяними речами. Бронзові вироби представлені ножами, кинджалами, прикрасами (браслети, перстені, різноманітні шпильки). Основою господарства племен східнотщинецької культури були осіле скотарство, різні промисли, в деяких місцях було поширене землеробство. Значну роль відігравали різні ремесла, обмін з сусідніми племенами. В соціальному житті панували родопатріархальні відносини, виділялась багатша верхівка. В духовній культурі домінували культ предків, вогню, різні форми прикладного мистецтва.
Тшинецька культура сформувалась на території Польщі на основі традицій культур лійчастого посуду та шнурової кераміки, на території України — різних груп культури шнурової кераміки. Племена тшинецької культури, на думку лінгвістів та археологів, лягли в основу праслов'янської людності між Віслою і Дніпром.
| Атерійський наконечник | Це незавершена стаття з археології. Ви можете допомогти проєкту, виправивши або дописавши її. |